# 유취
유취(劉就, ? ~ ?)는 전한 후기의 제후로, 양경왕의 아들이다.

## 생애
건소 원년(기원전 38년), 치향후(菑鄕侯)에 봉해졌다.
시호를 희(釐)라 하였고, 작위는 아들 유봉희가 이었다.

## 출전
- 반고, 《한서》 권15하 왕자후표 下

| 선대 (첫 봉건) | 전한의 치향후 기원전 38년 정월 ~ ? | 후대 아들 유봉희 |